# Vrba (Kraljevo)
Vrba (Servisch cyrillisch Врба) is een plaats in de Servische gemeente Kraljevo. De plaats telt 1286 inwoners (2002).

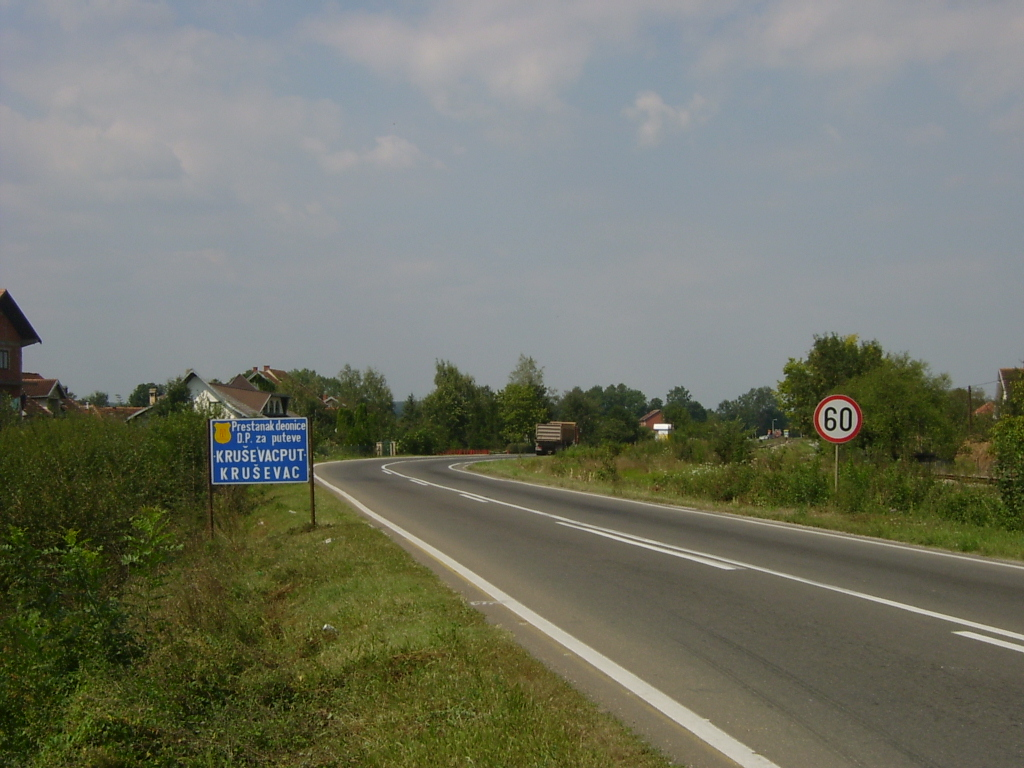
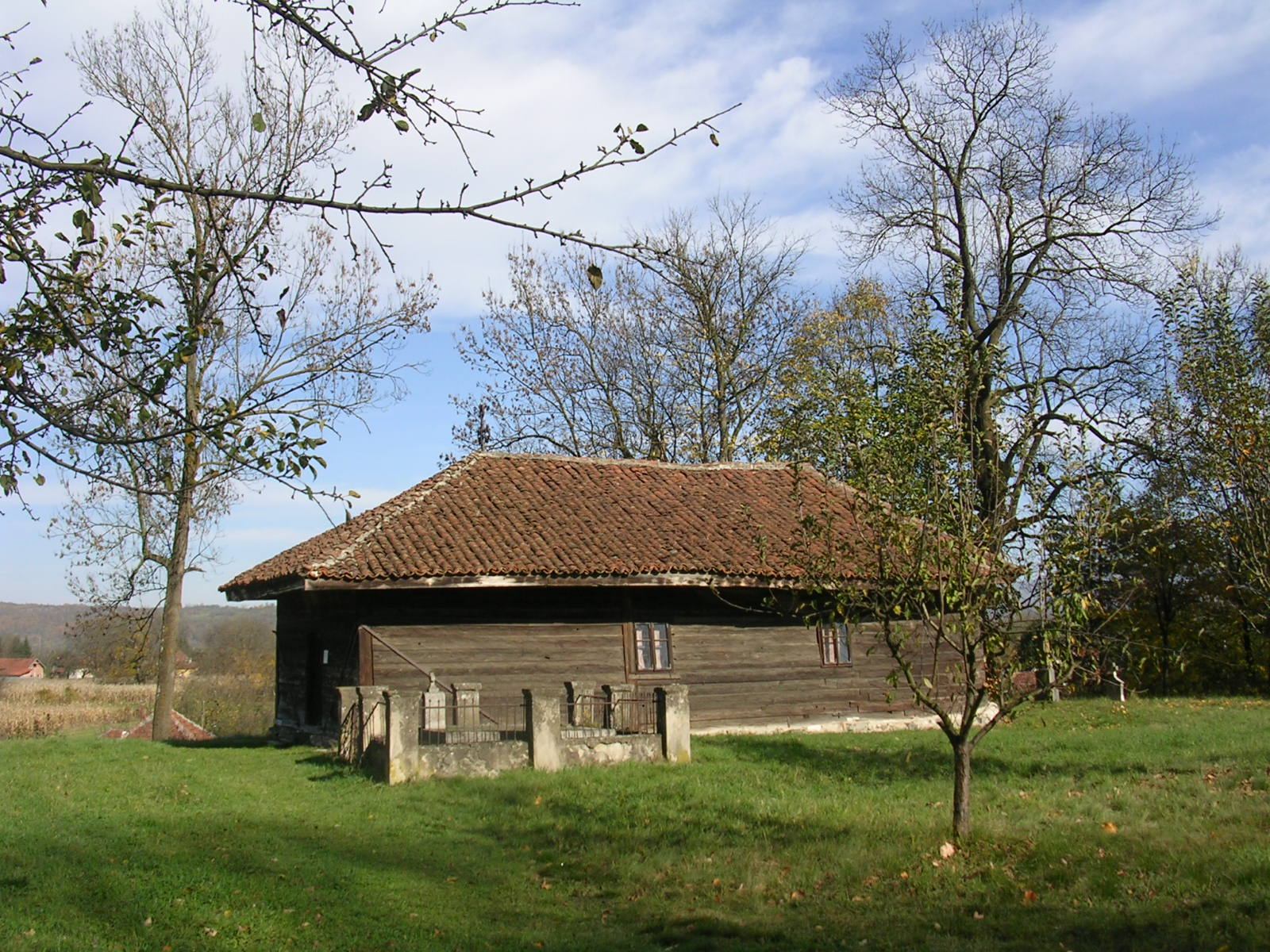